# Cervidellus serratus
Cervidellus serratus är en rundmaskart. Cervidellus serratus ingår i släktet Cervidellus, och familjen Cephalobidae. Arten är reproducerande i Sverige.